# Bruto inozemni dug Republike Hrvatske
Bruto inozemni dug ili Bruto vanjski dug Republike Hrvatske objedinjuje dugovanja države i pravnih subjekata prema inozemnim bankama ili organizacijama. 
Državni dug se odnosi na dugovanje Republike Hrvatske inozemnim ili tuzemnim vjerovnicima.

## Izvještaji u hrvatskim medijima
U hrvatskim medijima često se navodi bruto inozemni dug što nije jednako s pojmom državni dug sto može biti netočno interpretirano.
Prema podacima u listopadu 2012. bruto vanjski dug Hrvatske iznosio je 46,6 milijarde eura.
Struktura inozemnog duga Republike Hrvatske:
- Vanjski dug središnje države (Državni dug) iznosi 5,15 milijardi eura, što je udio od 11,8 posto u ukupnom vanjskom dugu.
- izravna strana ulaganja 7,37 milijardi eura (16,1 posto),
- vanjski dug banakarskog sektora iznosi 9,89 milijardi eura (22,7 posto)
- a vanjski dug ostalih sektora (poduzeća, građani i dr.) iznosi 21,52 milijarde eura (49,4 posto).

## Buduća predviđanja
Mnoge države koristile su se kreditima (tuđim novcem) da bi pokrile unutarnja dugovanja. Međutim, kako je broj tih država golem, a dugovanja ne mogu ići u beskonačnost, došlo je do tzv. kreditne krize. 
Ako državne institucije ne smanje svoju potrošnju, vanjskotrgovinski deficit nastavi rasti, a istovremeno državne institucije nisu u mogućnosti uzeti nove kredite, analitičari upozoravaju da će doći do gopodarskog sloma. Novac koji je trošila RH bio je novac bez pokrića, to je bio tuđi novac i nitko ne zna kako će taj isti biti vraćen.